# Raymond Unwin
Raymond Unwin (2 de noviembre de 1863 a 29 de junio de 1940) fue un prominente e influyente ingeniero, arquitecto y urbanista inglés, con un énfasis en las mejora en la vivienda de la clase obrera.